# Cecilia Beaux
Cecilia Beaux (Filadelfia, 1 de mayo de 1855-Gloucester, Massachusetts, 17 de septiembre de 1942) fue una retratista estadounidense de la American Society. Recibió su formación en Filadelfia y Francia. Sus representaciones de la clase dominante estadounidense la convirtieron en una de las pintoras de retratos más exitosas de su época.

## Biografía
Eliza Cecilia Beaux es considerada una de las mejores pintoras de retratos de finales del siglo XIX y principios del XX.
Beaux fue abandonada por su padre viudo y fue criada por otros familiares en la ciudad de Nueva York y, posteriormente, en el oeste de Filadelfia. Se educó en casa y cursó dos años en una escuela de Filadelfia. A la edad de 16 años comenzó a estudiar arte. Bajo la tutela de su prima, Catharine Drinker Janvier, artista y escritora de cierto prestigio, y posteriormente de Adolf van der Whelen y William Sartain, se convirtió rápidamente en pintora profesional y en 1883 abrió un estudio en Filadelfia. Su primer trabajo importante fue un retrato completo de su hermana y sobrino titulado Los últimos días de la infancia, se exhibió en 1885 en la Pennsylvania Academy of the Fine Arts (PAFA) y en 1886 en Le Salon de París. Durante 1888–89 viajó y estudió en Europa, formándose en la Académie Julian de París y por varios artistas destacados, entre ellos William-Adolphe Bouguereau y Tony Robert Fleury.

## Éxito y fama
Al regresar a su estudio de Filadelfia, Beaux se ganó la reputación de ser una de los mejores retratistas de la ciudad logrando un éxito considerable en los próximos años. En 1894 fue elegida asociada de la National Academy of Design, siendo ascendida a titular en 1902. En 1895 se convirtió en la primera mujer instructora en la Pennsylvania Academy of the Fine Arts (PAFA) y en 1896 expuso seis retratos en Le Salon de París. El éxito y la fama que le dio la exposición de sus obras provocó un gran impacto en el mundo del arte y fue elegida miembro de la Société Nationale des Beaux-Arts ese mismo año.
En 1898, cuando terminó su obra Dorothea y Francesca, un doble retrato de composición compleja, Beaux se había convertido en la rival de John Singer Sargent en el arte del retrato de moda. Beaux fue influenciada por los impresionistas franceses, pero su trabajo no fue imitativo de ningún maestro. Tras mudarse a Nueva York en 1900, recibió una serie de encargos importantes, incluyendo retratos de Theodore Roosevelt y su hija Ethel Roosevelt, Mary Adelaide Nutting para el Hospital Johns Hopkins, Andrew Carnegie, Richard Watson Gilder; y para el proyecto Líderes de la Primera Guerra Mundial del Comité Nacional de Arte, el almirante Lord David Beatty, Georges Clémenceau y el cardenal Mercier.

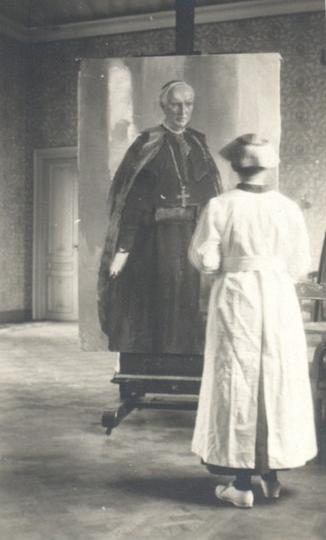
Cecilia Beaux pintando al cardenal Mercier

## Retiro
Hacia 1906, Beaux comenzó a vivir todo el año en Green Alley, en una cómoda colonia de cabañas en Gloucester, Massachusetts, en la que tenían propiedades sus amigos y vecinos más pudientes. Sus tres tías fallecieron ese año y necesitaba un descanso emocional de Filadelfia y Nueva York. Allí se centró en nuevos temas para el retrato, trabajando por las mañanas y disfrutando de una vida tranquila y desocupada el resto del tiempo. Centró cuidadosamente sus esfuerzos y actividades de ocio para mantener un rendimiento productivo, algo que le fue clave en su éxito. Sobre por qué tan pocas mujeres tuvieron éxito en el arte como ella, afirmaría: «La fuerza es el obstáculo. A veces (las mujeres) son incapaces de soportar el arduo trabajo de su día a día. Se agotan y no pueden recuperar esa energía.»
En 1910, su tío Willie murió. Aunque se encontraba devastada por la pérdida, a sus cincuenta y cinco años de edad, Beaux siguió siendo altamente productiva en cuanto a la creación de sus obras. En los siguientes cinco años pintó casi el veinticinco por ciento de su producción de toda su vida y recibió constantes menciones honoríficas.
En 1912 presentó una gran exposición de 35 pinturas en la Corcoran Gallery of Art de Washington D. C. Sin embargo, al margen de su producción y galardones continuos, Beaux estaba trabajando en contra de la corriente de gustos y tendencias en el arte del momento. El famoso Armory Show de 1913 en la ciudad de Nueva York fue una presentación histórica de mil doscientas pinturas que sirvió como punto de referencia del modernismo. Pero Beaux creía firmemente que el público, aunque inicialmente se mostraba con opinión variada sobre este nuevo arte, finalmente lo rechazaría y volvería a mostrarse partidario de los preimpresionistas.

## Su lesión y etapa final
Tras romperse la cadera paseando por París en 1924, su producción artística se redujo considerablemente y en 1930 publicó una autobiografía titulada Background with Figures.
Poco después fue elegida como miembro de la Academia Estadounidense de las Artes y las Letras en 1933, y dos años más tarde, la academia presentó una exposición en retrospectiva de unos sesenta y cinco lienzos suyos. Eleanor Roosevelt diría de Beaux ese mismo año: “La mujer americana que había hecho la mayor contribución a la cultura del mundo.”
En 1942, la Academia Estadounidense de las Artes y las Letras la premió con la medalla de oro por los logros de una vida.

## Muerte y legado
Cecilia Beaux falleció el 17 de septiembre de 1942 a los ochenta y siete años, en Gloucester, Massachusetts y fue enterrada en Bala Cynwyd, Pensilvania.
Una mirada con detenimiento a la vida de Beaux demuestra que en lugar de adoptar los roles convencionales de esposa y madre la artista se centró en desarrollar una carrera exitosa y se convirtiéndose en una de las retratistas de la sociedad estadounidense más importantes de la época. Pero como sostiene la doctora Sylvia Yount, restauradora del Virginia Museum of Fine Arts, en el catálogo que acompaña a la exposición Cecilia Beaux: pintora de figuras estadounidense, nunca fue una simple retratista de la sociedad: "El interés de Beaux en explorar la línea entre el retrato y la pintura de figuras, en un momento en que este último género fue considerado como el modo preeminente en el arte estadounidense, subyace a su reputación crítica. Beaux pasó de las preocupaciones específicas y personales del retrato a lo que fue ampliamente interpretado como la calidad general y universal de la pintura de figuras, capturando las tensiones y transiciones culturales que resuenan en la actualidad.”

## Galería
|                                                          |
| Cardenal Mercier. 1919. Smithsonian American Art Museum. |

|                                                                  |
| Admiral Sir David Beatty. 1920. Smithsonian American Art Museum. |

|                                                      |
| The Dreamer. 1894. Butler Institute of American Art. |

|                                                     |
| John Paul Jones. 1906. United States Naval Academy. |